# Aloe ankoberensis
Aloe ankoberensis (укр. Алое анкоберензис, Алое анкоберське)  — сукулентна рослина роду алое.

## Етимологія
Видова назва походить від міста Анкобер, поблизу якого зростає цей вид алое.

## Морфологічна характеристика
Стебло до 6 м завдовжки, листя 8-18 см завдовжки. Оранжево-червоні квітки до 4 см завдовжки.

## Місця зростання
Зростає в Ефіопії (провінція Шоа) на крутих схилах на висоті від 3 000 до 3 500 м над рівнем моря.

## Умови зростання
Зростає на дуже крутих базальтових скелях в оточенні рідких вічнозелених чагарників в лісових районах, часто поруч з сезонно проточною водою. Мінімальна температура — + 10 °C. Надає перевагу сонячним місцям або легкій тіні. Посухостійка рослина.

## Охоронний статус
Aloe ankoberensis входить до Червоного Списку Міжнародного Союзу Охорони Природи видів під загрозою зникнення через обмежений ареал. Відомі лише дві субпопуляції. Ліси в цій області знаходяться під загрозою від сільського господарства, збезлісення, пожеж і надмірного випасу худоби.